# أطلس جت

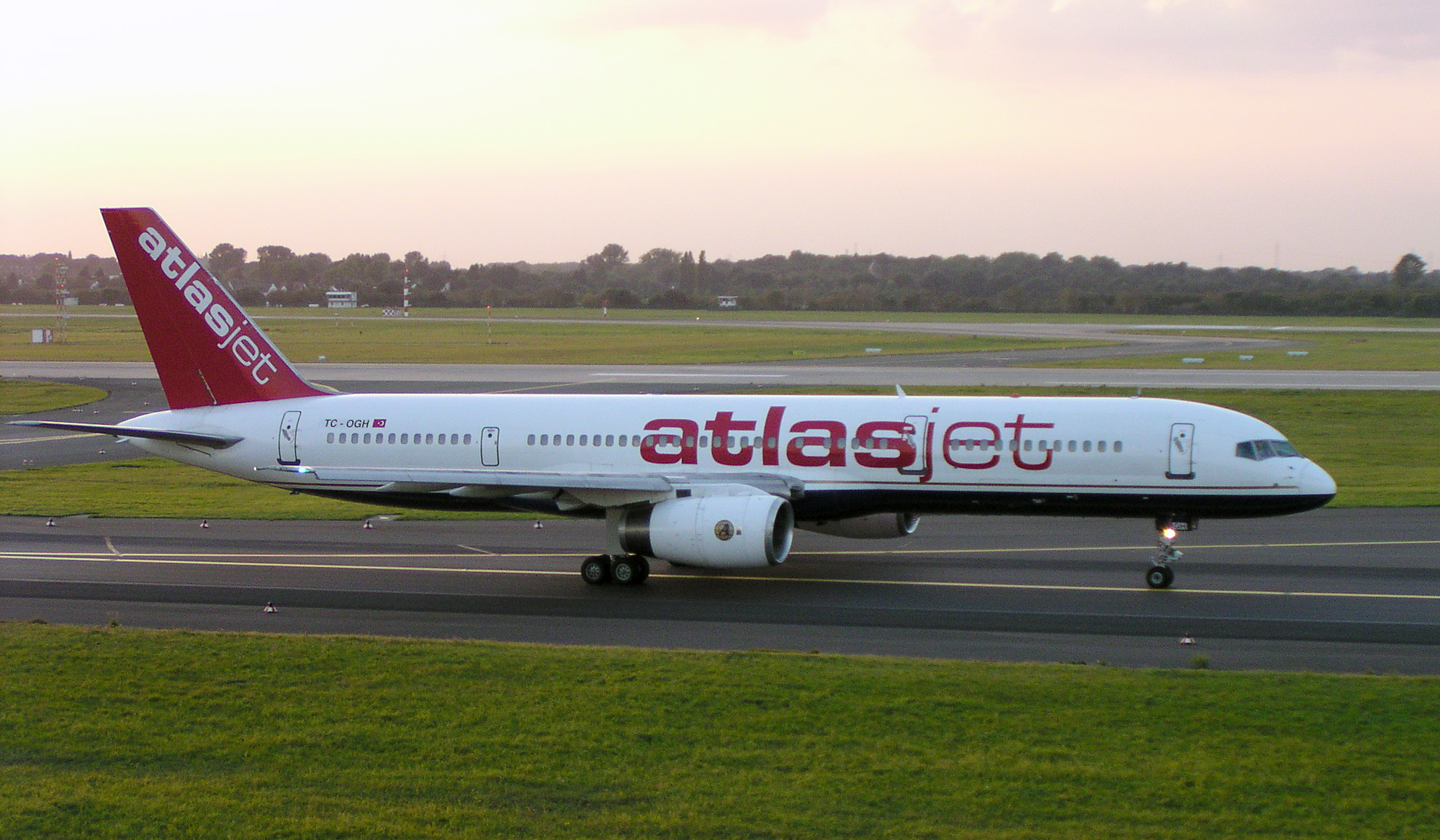
طائرة بوينغ 757-200 تابعة لأطلس جت في مطار دوسلدورف الدولي عام(2004).

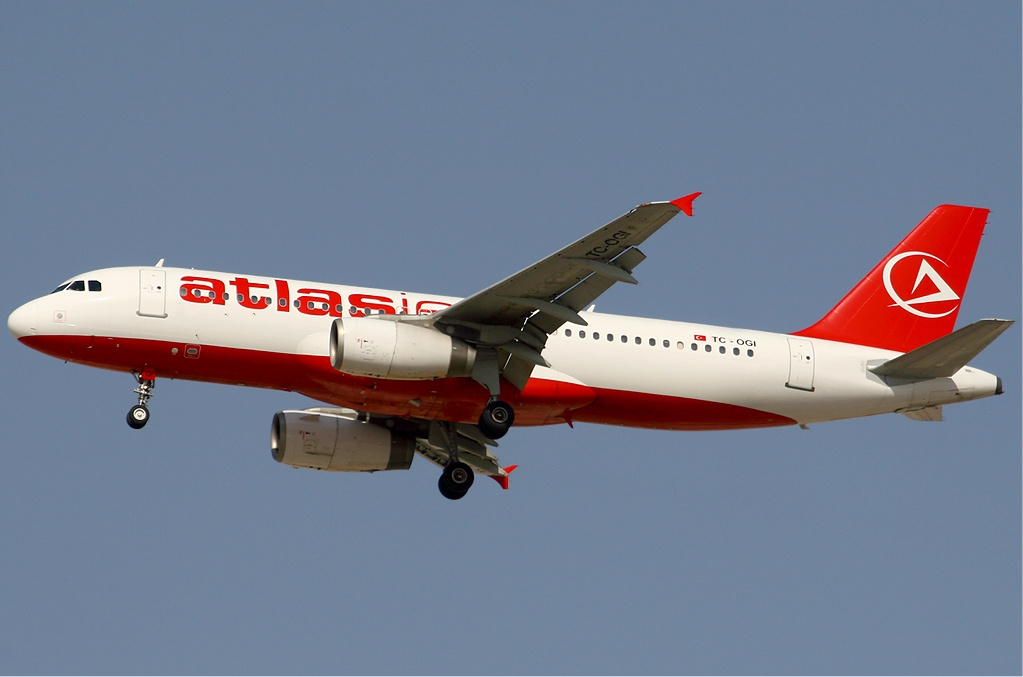
طائرة أطلس جت من طراز إيرباص إيه 320-200 تقترب من مطار دبي الدولي (2008)

أطلس جت (بالتركية: Atlasjet Havacılık A.Ş.)‏ هي شركة طيران مقرها في إسطنبول تركيا ، كانت تنش في خدمات نقل الركاب المحلية والدولية وكذلك رحلات الطيران العارض، ومعظمهم عملياتها كانت تنطلق من قاعدتها في مطار أتاتورك الدولي في إسطنبول. أعلنت إفلاسها في 12 فبراير 2020 وتوقف نشاطها منذ هذا التاريخ.

## التاريخ
تأسست شركة الطيران في 14 مارس 2001 وبدأت عملياتها في 1 يونيو 2001 و كانت تعرف سابقا باسم شركة الخطوط الجوية الدولية أطلس جت وتم إعداده كشركة تابعة لشركة أوجيه القابضة وفي عام 2004 حصلت ETS المجموعة على حصة 45٪ والذي ارتفع إلى 90٪ في فبراير 2006 بعد الاستيلاء على 45٪ عقد أوجيه. ويرأس الشركة من قبل الرئيس التنفيذي للشركة أورهان جوشكون كان 730 موظفا (اعتبارا من 2007).
وفي أغسطس 2012 تعاقدت أطلس غلوبل الخطوط الجوية ريان الخطوط الجوية الدولية وهي شركة الطيران الأمريكية لتسيير رحلات الحج الدينية لمدن مثل المدينة المنورة وتل أبيب وفي يناير 2013 فشلت أطلس غلوبل للوفاء المدفوعات للريان الدولية والأمر الذي دفع إنهاء التعاون دون إشعار مسبق ريان الخطوط الجوية الدولية وبالفعل في عملية تنظيم الإفلاس ولم يكن قادرا على التعافي من الخسارة وبالتالي تواجه صعوبات مالية مما أدى إلى تصفيتها وشيكة. وأعلن أطلس جت يجب إعادة تسميته إلى أطلس غلوبل 1 إبريل 2015.

## وصلات خارجية
- الموقع الرسمي للشركة (بالإنجليزية)